# USL League One 2020
La USL League One 2020 è stata la seconda edizione del terzo livello del campionato professionistico statunitense di calcio organizzato dalla United Soccer Leagues. In questa stagione si sono iscritti tre nuovi club all'USL League One, di cui uno indipendente, l'Union Omaha e due di proprietà di franchigie MLS, ossia il New England Revolution II e il Fort Lauderdale CF. Allo stesso tempo, tuttavia, il Lansing Ignite ha chiuso i battenti, mentre il Toronto II si è preso un anno di pausa dalle competizioni a causa delle limitazioni negli spostamenti tra USA e Canada dovuti alla pandemia di coronavirus.
Il numero dei club partecipanti alla competizione è dunque salito di un'unità rispetto alla stagione precedente, attestandosi a quota 11.

## Formula
Ogni squadra ha disputato 16 partite di stagione regolare, con un calendario sbilanciato per favorire incontri tra squadre vicine e abbattere i costi. Al termine della stagione regolare, le prime due classificate avrebbero poi disputato una finale per determinare il campione. A causa di numerosi casi di positività al COVID-19 riscontrati tra i giocatori dell'Union Omaha, però, la finale è stata cancellata e il titolo assegnato al Greenville Triumph, primo nella stagione regolare nonché con la migliore media punti.

## Partecipanti
| Club                   | Città           | Stato            | Stadio                        | Capienza | Affiliazione    |
| ---------------------- | --------------- | ---------------- | ----------------------------- | -------- | --------------- |
| Chattanooga Red Wolves | Chattanooga     | Tennessee        | David Stanton Field           | 5.500    |                 |
| Fort Lauderdale CF     | Fort Lauderdale | Florida          | Inter Miami CF Stadium        | 18.000   | Inter Miami     |
| Forward Madison        | Madison         | Wisconsin        | Breese Stevens Field          | 5.000    | Chicago Fire    |
| Greenville Triumph     | Greenville      | Carolina del Sud | Legacy Early College Field    | 4.000    |                 |
| N.E. Revolution II     | Foxborough      | Massachusetts    | Gillette Stadium (Foxborough) | 68.756   | N.E. Revolution |
| North Texas            | Arlington       | Texas            | Globe Life Park               | 48.114   | FC Dallas       |
| Orlando City B         | Orlando         | Florida          | Osceola County Stadium        | 5.400    | Orlando City    |
| Richmond Kickers       | Richmond        | Virginia         | City Stadium                  | 22.611   |                 |
| S.G. Tormenta          | Statesboro      | Georgia          | Eagle Field                   | 3.500    |                 |
| FC Tucson              | Tucson          | Arizona          | Kino Sports Complex           | 3.200    | Phoenix Rising  |
| Union Omaha            | Omaha           | Nebraska         | Werner Park (Papillion)       | 9.023    |                 |

## Classifica regular season
|  | Pos. | Squadra                | Pt | G  | V  | N | P  | GF | GS | DR  |
|  | ---- | ---------------------- | -- | -- | -- | - | -- | -- | -- | --- |
|  | 1    | Greenville Triumph     | 35 | 16 | 11 | 2 | 3  | 24 | 11 | +13 |
|  | 2    | Union Omaha            | 29 | 16 | 8  | 5 | 3  | 20 | 15 | +5  |
|  | 3    | North Texas            | 27 | 16 | 7  | 6 | 3  | 27 | 19 | +8  |
|  | 4    | Richmond Kickers       | 26 | 16 | 8  | 2 | 6  | 22 | 22 | 0   |
|  | 5    | Chattanooga Red Wolves | 22 | 15 | 6  | 4 | 5  | 21 | 17 | +4  |
|  | 6    | FC Tucson              | 22 | 16 | 6  | 4 | 6  | 21 | 19 | +2  |
|  | 7    | Forward Madison        | 21 | 16 | 5  | 6 | 5  | 20 | 14 | +6  |
|  | 8    | S.G. Tormenta          | 19 | 16 | 5  | 4 | 7  | 19 | 22 | -3  |
|  | 9    | N.E. Revolution II     | 18 | 16 | 5  | 3 | 8  | 19 | 26 | -7  |
|  | 10   | Fort Lauderdale CF     | 15 | 16 | 4  | 3 | 9  | 19 | 28 | -9  |
|  | 11   | Orlando City B         | 6  | 15 | 1  | 3 | 11 | 10 | 29 | -19 |

## Finale
| Campione           | Risultato     | Finalista   |
| ------------------ | ------------- | ----------- |
| Greenville Triumph | non disputata | Union Omaha |

## Verdetti
- Greenville Triumph Campione USL League One 2020